# 삼방팔면체

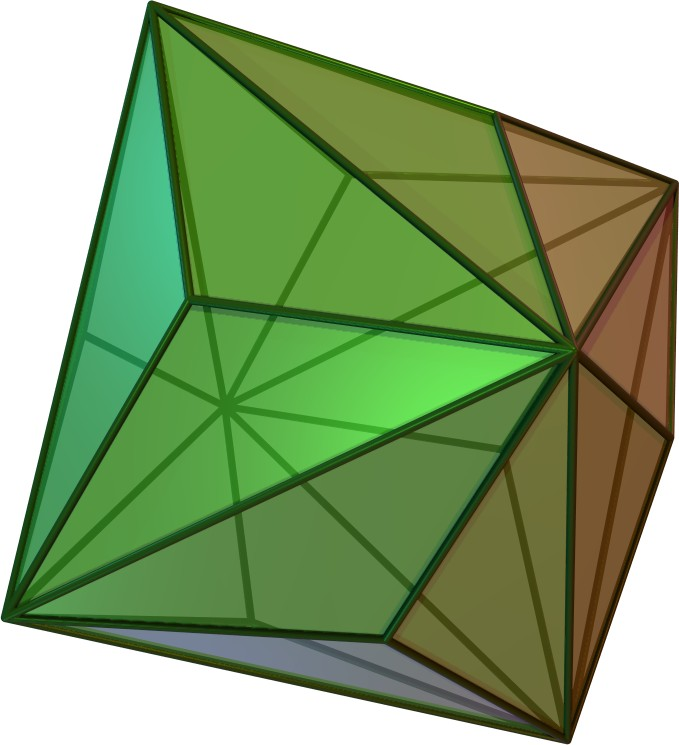
삼방팔면체 (클릭하여 회전하는 모델을 볼 수 있다)

삼방팔면체는 카탈랑의 다면체의 일종으로, 24개의 이등변삼각형을 이용하여 만들어진 다면체이다. 이등변삼각형의 예각의 경우 한 꼭지점에 8개, 둔각의 경우 한 꼭지점에 3개씩, 예각은 예각끼리, 둔각은 둔각끼리 모인다. 꼭짓점은 14개이고, 모서리는 36개이며, 면은 24개이다. 쌍대는 깎은 정육면체이다.